# Caroline Uhler
Pour les articles homonymes, voir Uhler (homonymie).
Caroline Uhler (née en 1983) est une statisticienne suisse spécialisée dans les statistiques algébriques et leurs applications en génomique. Elle est professeure agrégée Henry et Grace Doherty au Département de génie électrique et d'informatique et à l'Institut des données, des systèmes et de la société du Massachusetts Institute of Technology. 

## Formation et carrière
Caroline Uhler naît en Suisse, et elle fait ses études à l'université de Zurich, où elle obtient une licence en mathématiques en 2004, puis une licence en biologie et une maîtrise en mathématiques en 2006. Elle passe un diplôme de professeur de mathématiques de l'enseignement secondaires en 2007 en Suisse, puis poursuit ses études à l'université de Californie à Berkeley, où elle obtient un doctorat en statistique et un diplôme en gestion de la technologie de la Haas School of Business en 2011. Sa thèse de doctorat, intitulée Geometry of maximum likelihood estimation in Gaussian graphical models, est supervisée par le géomètre et statisticien algébrique Bernd Sturmfels.  
Elle est professeure adjointe à l'Institut des sciences et technologies d'Autriche de 2011 à 2015. Durant cette période, elle mène des recherches postdoctorales à l'École polytechnique fédérale de Zurich en 2012 et durant un semestre à Berkeley en 2013. Elle obtient un poste de professeure adjointe Henry L. et Grace Doherty au Massachusetts Institute of Technology en 2015, et a été promue professeure agrégée en 2018. 

## Prix et distinctions
En 2014, Caroline Uhler est élue membre de l'Institut international de statistique. En 2015, elle est lauréate du prix Start du Fonds autrichien pour la science, et du prix Sofja Kovalevskaja de la Fondation Alexander-von-Humboldt, mais elle refuse de bénéficier du financement de ces deux prix du fait de son recrutement au MIT. 
Elle bénéficie de plusieurs bourses de recherche, dont une Sloan Research Fellowship, un NSF Career Award, et, en 2019, une bourse de recherche Simons Investigators conjointement avec Benjamin Machta, octroyée par la Fondation Simons dans le domaine « Modélisation mathématique des systèmes vivants ».